# Schlacht- und Viehhof (Mainz)

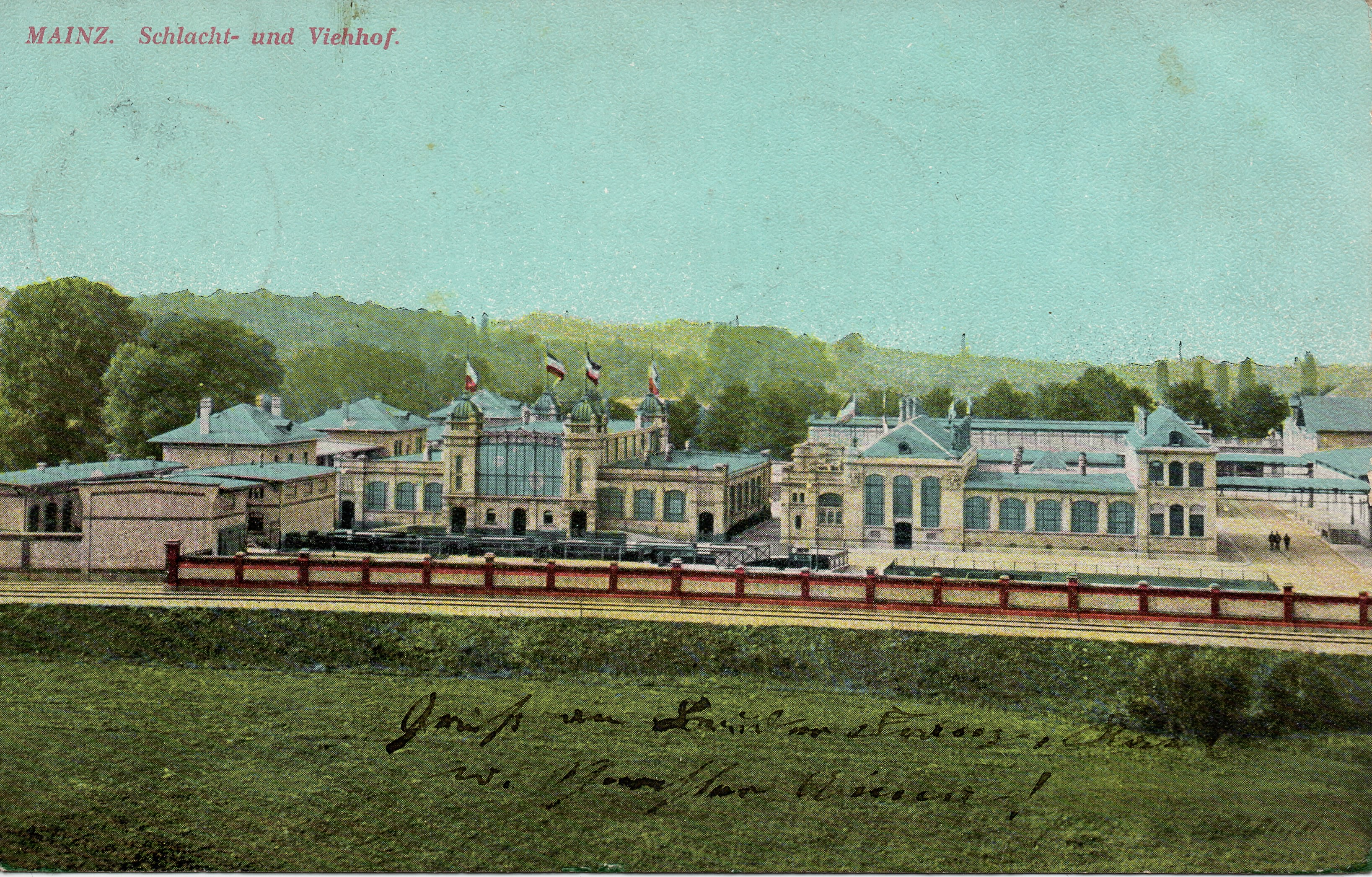
Mainzer Schlacht- und Viehhof

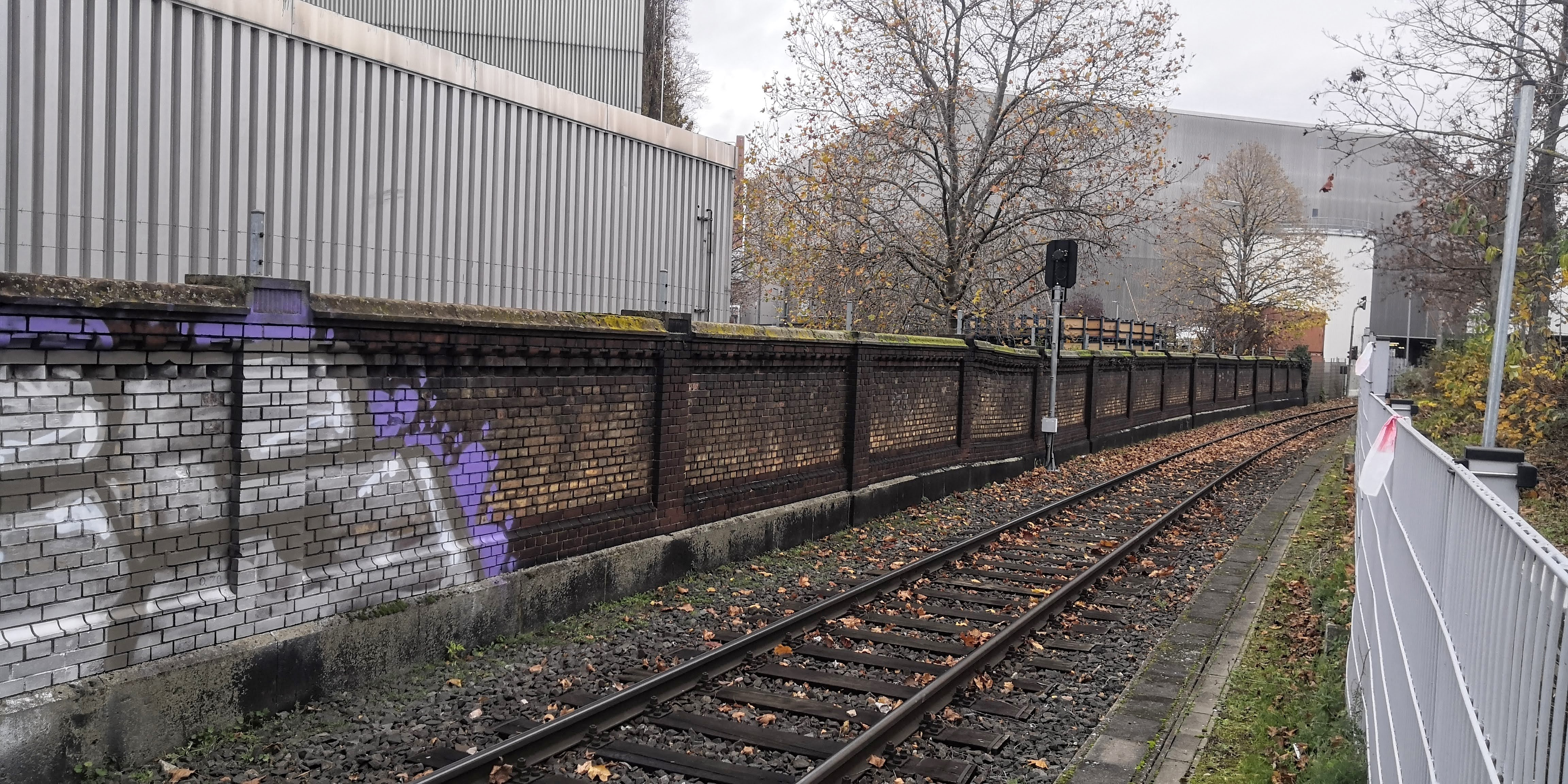
Letzter Mauerrest, Abgrenzung zur Hafenbahn

Der Schlacht- und Viehhof Mainz war eine Anlage zur Schlachtung und zum Großhandel für Lebensmittel im Mainzer Stadtteil Neustadt.

## Geschichte
In Mainz befand sich das älteste Schlachthaus der Stadt in der Löhrgasse, unweit des Eisenturms. Es stammt von 1649 und heißt im 19. Jahrhundert Ochsenschlachthaus. Ein Großteil der Fleischer und Gastwirte schlachteten zu Hause, teilweise in Hinterhöfen, die über die ganze Stadt verstreut waren. Später eröffnete das Kälberschlachthaus in der Zuchthausgasse, der heutigen Weintorstraße im Weintorstraßenviertel, dieser Abschnitt heißt heute Scharngasse.
Der Viehmarkt befand sich am später umbenannten Diet- bzw. Thiermarkt. Der Auftrieb erfolgte über die Gaugasse, der Abtrieb der Tiere erfolgte durch die Straßen der Stadt, die dadurch stark verunreinigt wurden. Erst nach Mitte des 19. Jahrhunderts wurden Viehmarkt und Ställe ins Gartenfeld verlegt, was den Transport durch die Stadt nicht abstellt.
Das verheerende Auftreten der Cholera im Jahre 1866 sowie die Forderungen von Hygienikern aufgrund der engen Festungssituation der Stadt und Zentralisierung in der Verproviantierung führten zur Forderung der Schaffung eines zentralen kommunalen Schlachthofs, verbunden mit der Möglichkeit, das Fleisch in einem kommunalen Schlachthaus veterinärmedizinisch untersuchen zu können.

## Planung und Ausführung

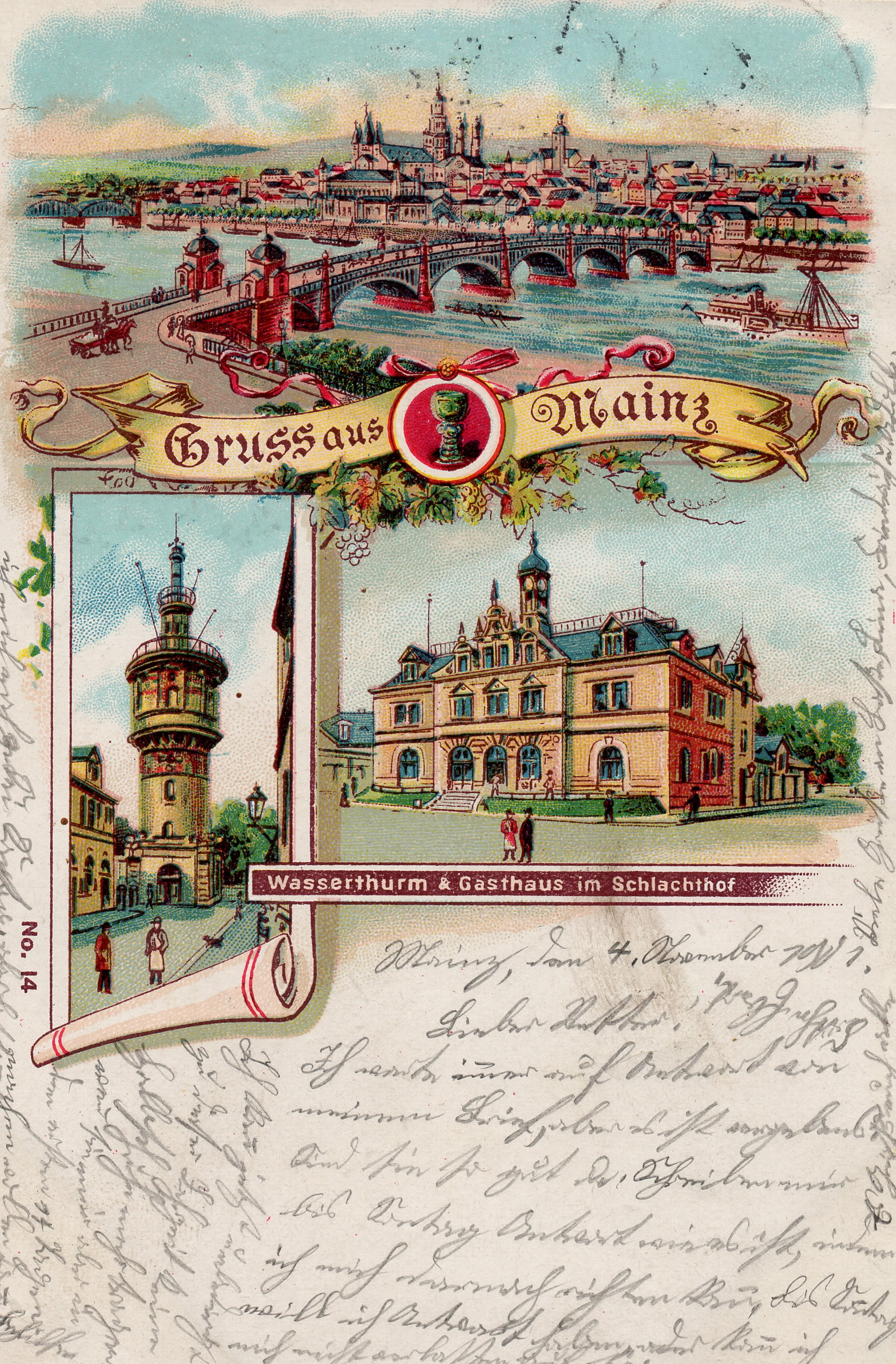
Wasserturm & Gasthaus im Schlachthof (vor 1901)

Zunächst plante die Stadt einen Schlachthof am Raimunditor, also nicht weit nördlich des Kurfürstlichen Schlosses, doch das verhinderte Stadtbaumeister Eduard Kreyßig, dessen Planung die Erweiterung der Stadt in diesem Gebiet vorsah. Er wollte einen Standort am nördlichen Rand, weit außerhalb seiner Planung. Die Realisierung dauerte bis in die 1890er Jahre, zumal auch die Metzgerinnung gegen den Standort protestierte, weil er für damalige Verhältnisse weit draußen vor der Stadt lag. Nach eingehender Prüfung der Standortvoraussetzungen (Bahnanschluss, Erweiterungsmöglichkeit, wasserrechtliche Themen usw.) und unter Einbeziehung der neuesten Erkenntnisse der Hygiene wurde der Schlacht- und Viehhof mit seinen Marktställen und Markthallen, mit der Börse, mit Verwaltungsgebäuden und Schlachthallen, der Kühlhalle, dem Lagerhaus, dem Wasserturm und dem Kesselhaus ab 1894 errichtet und ein Jahr nach dem Tod des Kreyßigs am 13. Oktober 1898 eröffnet. Das Vieh konnte über den Anschluss der Hafenbahn angeliefert werden, die immer noch die Hattenbergstraße quert. Die großen Hallen bestehen aus Klinker und Gusseisen, dazu gibt es noch ein Wasserwerk mit Wasserturm für den Eigenbedarf, das 1905 erweitert wird, um auch die Neustadt mitversorgen zu können. Zudem wurde ein eigener Ausschuss zur Verwaltung des Schlachthofes eingerichtet.
Der Stadtrat sprach sich 1963 für eine Verlagerung des Schlachthofs mit Fleischfabrik zwischen Neroberg-, Kreuz- und Industriestraße in Mombach aus. Da der Schlachthof in Wiesbaden noch freie Kapazitäten hatte, wurden die Schlachtaufträge jedoch ausgelagert.